# Mesosa amakusae
Mesosa amakusae är en skalbaggsart som beskrevs av Stefan von Breuning 1964. Mesosa amakusae ingår i släktet Mesosa och familjen långhorningar. Inga underarter finns listade i Catalogue of Life.